# Villa Celimontana

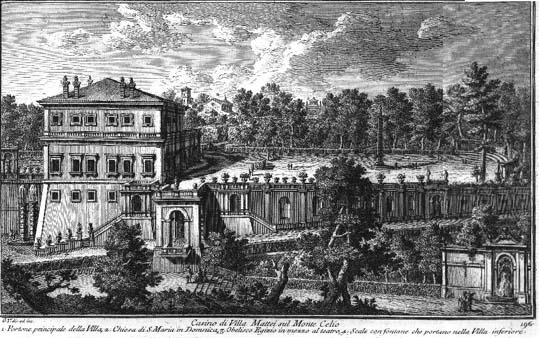
Villa Celimontana, Stich von Giuseppe Vasi, 1761

Die Villa Celimontana, auch Villa Mattei genannt, ist eine Parkanlage in Rom.

## Lage
Der Park umfasst weite Bereiche an der südwestlichen Seite des Hügels Celio und reicht bis ins Valle delle Camene, gegenüber den Caracalla-Thermen. Das Gelände gehört zum Stadtteil Celio. Der Haupteingang befindet sich in der Via della Navicella neben der Basilika Santa Maria in Domnica. Ein Nebeneingang liegt am Clivo di Scauro gegenüber der Basilika Santi Giovanni e Paolo. Ein Teil des Geländes wird heute von der städtischen Gärtnerei eingenommen.

## Geschichte
In der Antike befand sich das Gelände am Rand der Servianischen Mauer südlich der Porta Caelimontana, des heutigen Dolabella-Bogens. Es war ein dicht bevölkertes Wohnviertel, das durch den Brand Roms 64 n. Chr. zerstört wurde. Danach entstanden luxuriöse domus. Im nordöstlichen Teil der heutigen Villa befand sich die Kaserne der V. Kohorte  der Vigiles.
Im Jahr 1553 wurde das Gelände, nun ein Weinberg, vom römischen Adligen Giacomo Mattei aus der Familie Paluzzelli erworben. Doch erst sein Verwandter Ciriaco Mattei beauftragte den Architekten Giacomo del Duca 1581 mit einer ersten Gestaltung des Parks und dem des sogenannten Casinos. In den folgenden Jahren arbeiteten Giovanni und Domenico Fontana an der Ausgestaltung. Die Brunnen entwarf Gian Lorenzo Bernini.
Nachdem die Familie Mattei 1802 das Anwesen an Manuel de Godoy verkauft hatte, wechselten die Besitzer in schneller Folge. Von 1851 bis 1855 war die Villa im Besitz von Marianne von Oranien-Nassau und ihrem Lebensgefährten Johannes van Rossum. 1869 erwarb sie Baron Riccardo Hoffmann. 1918 wurde sie vom italienischen Staat enteignet und 1926 an die Stadt Rom übertragen, die den Park der Öffentlichkeit zugänglich machte. Im Casino hat seither die Società Geografica Italiana ihren Sitz.

## Anwesen
Die Villa ist heute ein öffentlicher Park, der nur im südlichen Teil als regelmäßiger Renaissancepark gestaltet ist. Hier befindet sich der Obelisco Matteiano, der 1582 Ciriaco Mattei geschenkt und in der Villa aufgestellt wurde. Im 18. Jahrhundert umgestürzt und zerbrochen, wurde er 1820 am Südrand des Parks wieder aufgestellt und die fehlenden Teile ergänzt.
Das Casino, auch Palazetto Mattei genannt, im Renaissancestil bildet das Zentrum der Anlage und ist auf einer weiten Terrasse errichtet. Im Park finden im Sommer verschiedene Musikveranstaltungen statt.
Bei Ausgrabungen wurden im Bereich der Villa zahlreiche Fundstücke geborgen, die sich zum größten Teil heute in den Vatikanischen Museen befinden. Ein Doppelherme des Sokrates und Seneca befindet sich heute in der Berliner Antikensammlung.
Auf Wunsch von Papst Franziskus wurde eine Allee im Park nach den im Mittelmeer ertrunkenen Bootsflüchtlingen benannt.

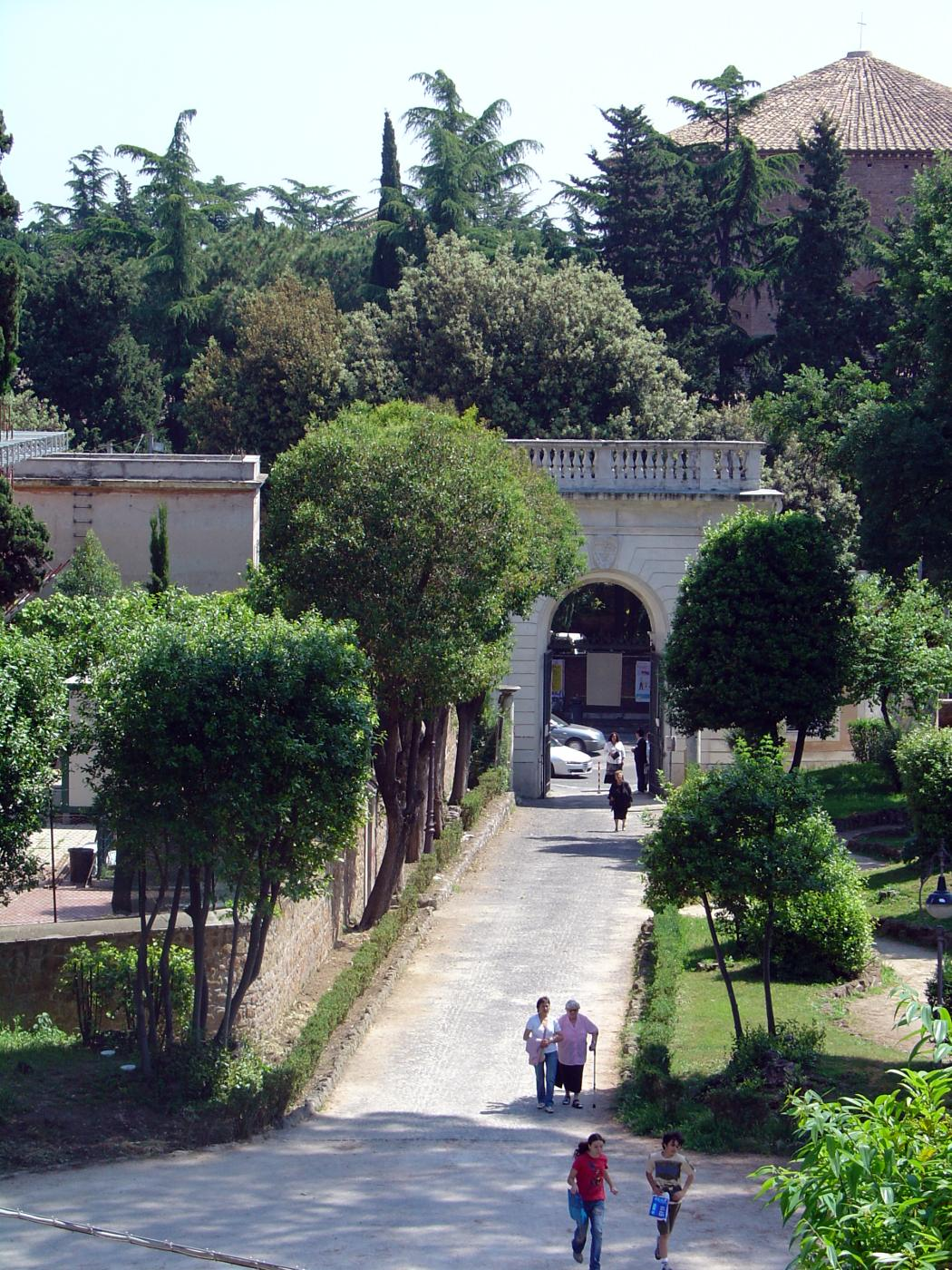
Eingang Richtung Via della Navicella
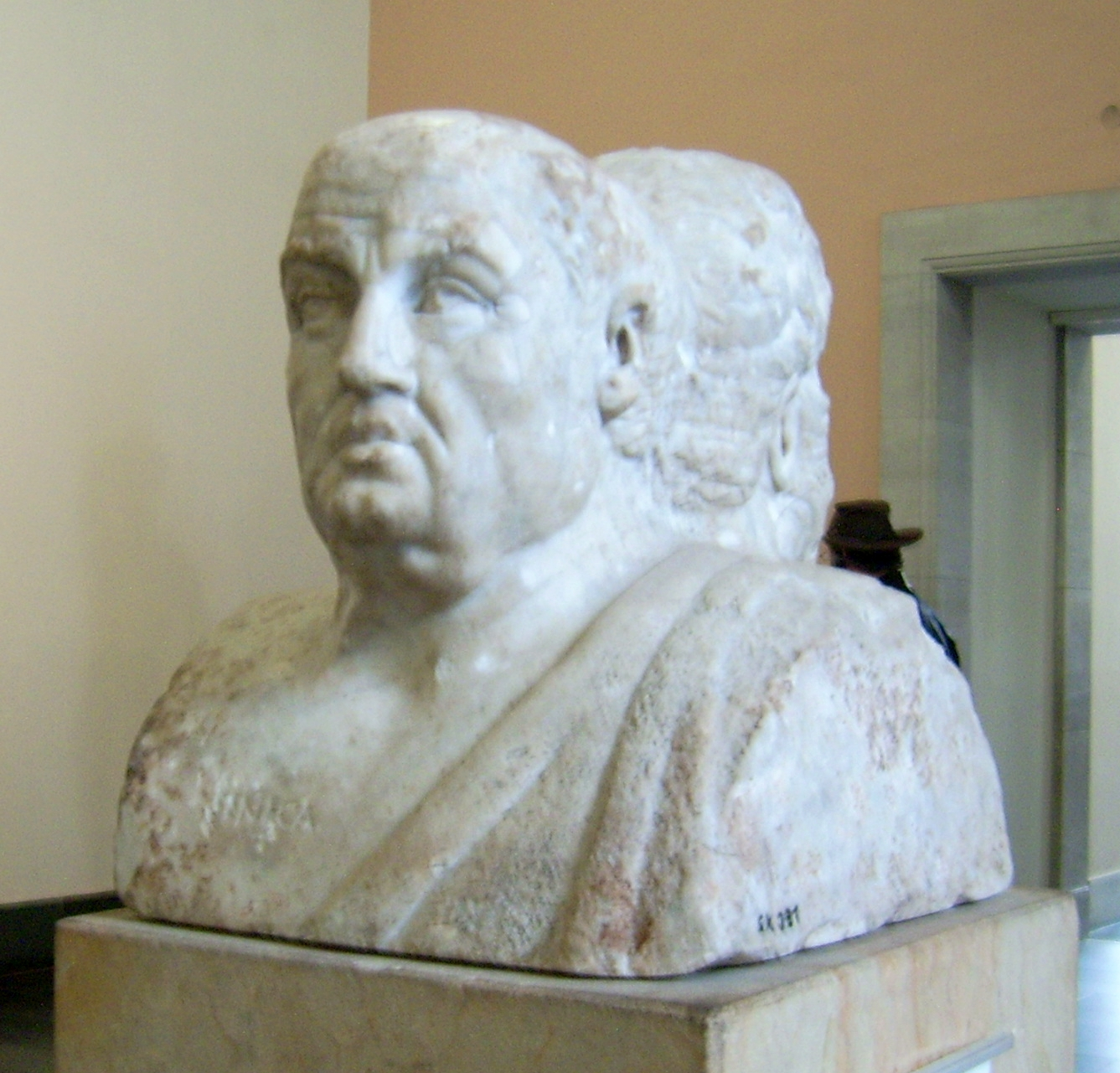
Doppelbüste von Sokrates und Seneca aus der Villa Celimontana in der Antikensammlung Berlin
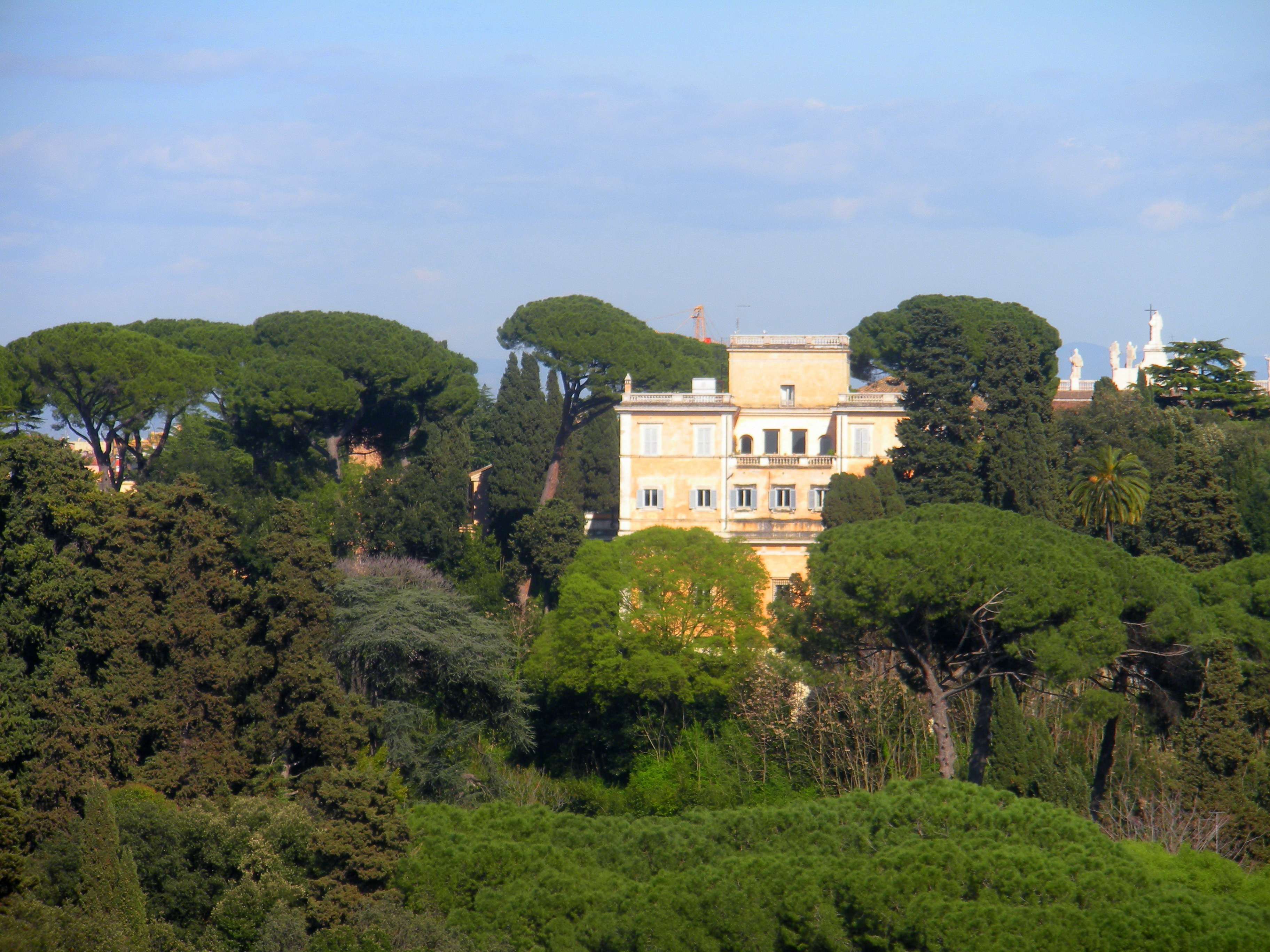
Das Casino, Südseite
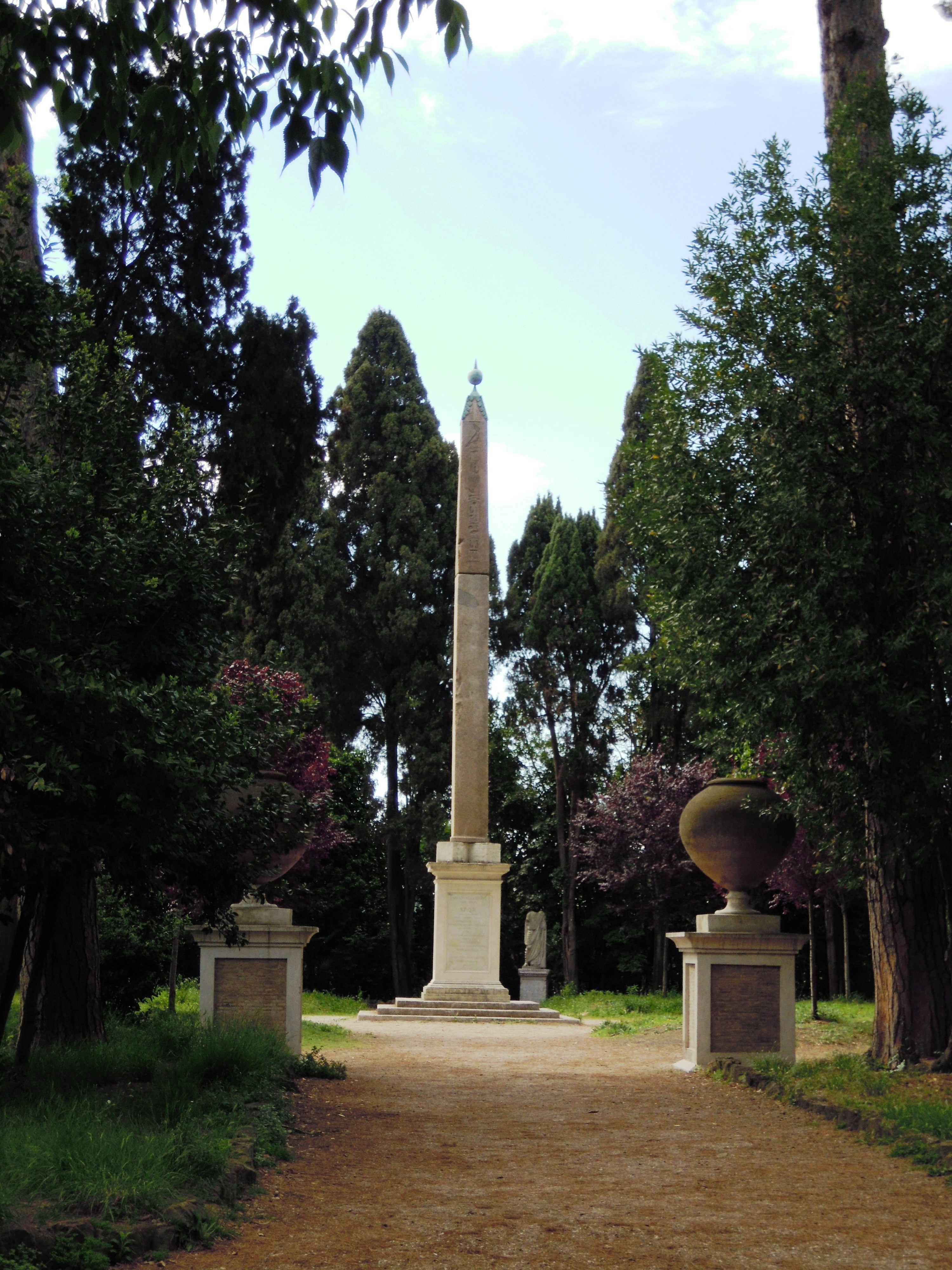
Der Obelisco Matteiano
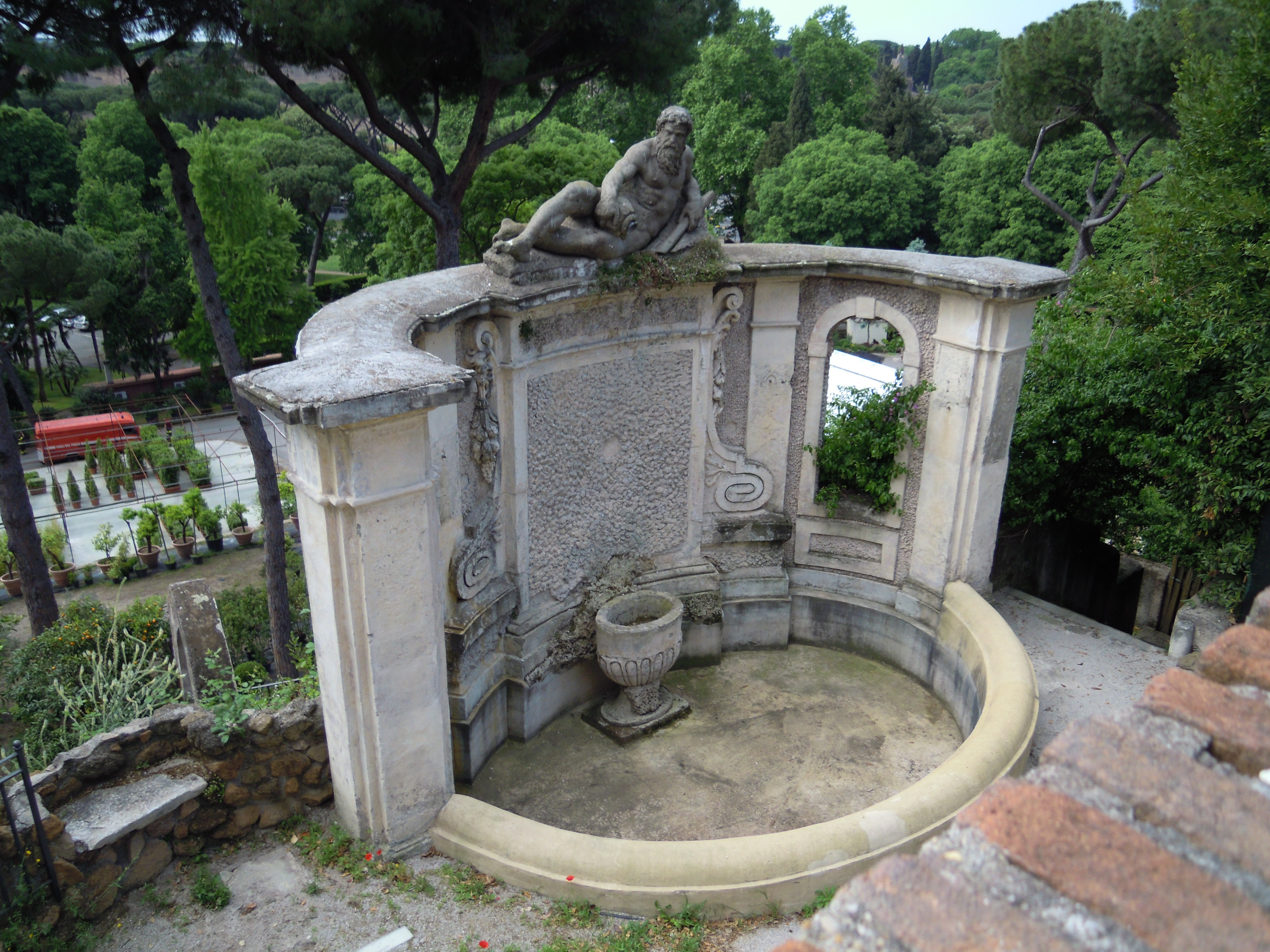
Der Flussbrunnen